# 1891年
1891年（1891 ねん）は、西暦（グレゴリオ暦）による、木曜日から始まる平年。明治24年。

## 他の紀年法
- 干支：辛卯
- 日本（月日は一致）
  - 明治24年
  - 皇紀2551年
- 清：光緒16年11月21日 - 光緒17年12月1日
- 朝鮮
  - 李氏朝鮮・高宗28年
  - 開国500年
  - 檀紀4224年
- 阮朝（ベトナム）：成泰2年11月21日 - 成泰3年12月1日
- 仏滅紀元：2433年 - 2434年
- イスラム暦：1308年5月20日 - 1309年5月29日
- ユダヤ暦：5651年4月21日 - 5652年3月30日
- 修正ユリウス日(MJD)：11733 - 12097
- リリウス日(LD)：112574 - 112938

※檀紀は、大韓民国で1948年に法的根拠を与えられたが、1962年からは公式な場では使用されていない。

## カレンダー
| 1月 |    |    |    |    |    |    |
| 日  | 月 | 火 | 水 | 木 | 金 | 土 |
|     |    |    |    | 1  | 2  | 3  |
| 4   | 5  | 6  | 7  | 8  | 9  | 10 |
| 11  | 12 | 13 | 14 | 15 | 16 | 17 |
| 18  | 19 | 20 | 21 | 22 | 23 | 24 |
| 25  | 26 | 27 | 28 | 29 | 30 | 31 |
|     |    |    |    |    |    |    |

| 2月 |    |    |    |    |    |    |
| 日  | 月 | 火 | 水 | 木 | 金 | 土 |
| 1   | 2  | 3  | 4  | 5  | 6  | 7  |
| 8   | 9  | 10 | 11 | 12 | 13 | 14 |
| 15  | 16 | 17 | 18 | 19 | 20 | 21 |
| 22  | 23 | 24 | 25 | 26 | 27 | 28 |
|     |    |    |    |    |    |    |

| 3月 |    |    |    |    |    |    |
| 日  | 月 | 火 | 水 | 木 | 金 | 土 |
| 1   | 2  | 3  | 4  | 5  | 6  | 7  |
| 8   | 9  | 10 | 11 | 12 | 13 | 14 |
| 15  | 16 | 17 | 18 | 19 | 20 | 21 |
| 22  | 23 | 24 | 25 | 26 | 27 | 28 |
| 29  | 30 | 31 |    |    |    |    |
|     |    |    |    |    |    |    |

| 4月 |    |    |    |    |    |    |
| 日  | 月 | 火 | 水 | 木 | 金 | 土 |
|     |    |    | 1  | 2  | 3  | 4  |
| 5   | 6  | 7  | 8  | 9  | 10 | 11 |
| 12  | 13 | 14 | 15 | 16 | 17 | 18 |
| 19  | 20 | 21 | 22 | 23 | 24 | 25 |
| 26  | 27 | 28 | 29 | 30 |    |    |
|     |    |    |    |    |    |    |

| 5月 |    |    |    |    |    |    |
| 日  | 月 | 火 | 水 | 木 | 金 | 土 |
|     |    |    |    |    | 1  | 2  |
| 3   | 4  | 5  | 6  | 7  | 8  | 9  |
| 10  | 11 | 12 | 13 | 14 | 15 | 16 |
| 17  | 18 | 19 | 20 | 21 | 22 | 23 |
| 24  | 25 | 26 | 27 | 28 | 29 | 30 |
| 31  |    |    |    |    |    |    |
|     |    |    |    |    |    |    |

| 6月 |    |    |    |    |    |    |
| 日  | 月 | 火 | 水 | 木 | 金 | 土 |
|     | 1  | 2  | 3  | 4  | 5  | 6  |
| 7   | 8  | 9  | 10 | 11 | 12 | 13 |
| 14  | 15 | 16 | 17 | 18 | 19 | 20 |
| 21  | 22 | 23 | 24 | 25 | 26 | 27 |
| 28  | 29 | 30 |    |    |    |    |
|     |    |    |    |    |    |    |

| 7月 |    |    |    |    |    |    |
| 日  | 月 | 火 | 水 | 木 | 金 | 土 |
|     |    |    | 1  | 2  | 3  | 4  |
| 5   | 6  | 7  | 8  | 9  | 10 | 11 |
| 12  | 13 | 14 | 15 | 16 | 17 | 18 |
| 19  | 20 | 21 | 22 | 23 | 24 | 25 |
| 26  | 27 | 28 | 29 | 30 | 31 |    |
|     |    |    |    |    |    |    |

| 8月 |    |    |    |    |    |    |
| 日  | 月 | 火 | 水 | 木 | 金 | 土 |
|     |    |    |    |    |    | 1  |
| 2   | 3  | 4  | 5  | 6  | 7  | 8  |
| 9   | 10 | 11 | 12 | 13 | 14 | 15 |
| 16  | 17 | 18 | 19 | 20 | 21 | 22 |
| 23  | 24 | 25 | 26 | 27 | 28 | 29 |
| 30  | 31 |    |    |    |    |    |
|     |    |    |    |    |    |    |

| 9月 |    |    |    |    |    |    |
| 日  | 月 | 火 | 水 | 木 | 金 | 土 |
|     |    | 1  | 2  | 3  | 4  | 5  |
| 6   | 7  | 8  | 9  | 10 | 11 | 12 |
| 13  | 14 | 15 | 16 | 17 | 18 | 19 |
| 20  | 21 | 22 | 23 | 24 | 25 | 26 |
| 27  | 28 | 29 | 30 |    |    |    |
|     |    |    |    |    |    |    |

| 10月 |    |    |    |    |    |    |
| 日   | 月 | 火 | 水 | 木 | 金 | 土 |
|      |    |    |    | 1  | 2  | 3  |
| 4    | 5  | 6  | 7  | 8  | 9  | 10 |
| 11   | 12 | 13 | 14 | 15 | 16 | 17 |
| 18   | 19 | 20 | 21 | 22 | 23 | 24 |
| 25   | 26 | 27 | 28 | 29 | 30 | 31 |
|      |    |    |    |    |    |    |

| 11月 |    |    |    |    |    |    |
| 日   | 月 | 火 | 水 | 木 | 金 | 土 |
| 1    | 2  | 3  | 4  | 5  | 6  | 7  |
| 8    | 9  | 10 | 11 | 12 | 13 | 14 |
| 15   | 16 | 17 | 18 | 19 | 20 | 21 |
| 22   | 23 | 24 | 25 | 26 | 27 | 28 |
| 29   | 30 |    |    |    |    |    |
|      |    |    |    |    |    |    |

| 12月 |    |    |    |    |    |    |
| 日   | 月 | 火 | 水 | 木 | 金 | 土 |
|      |    | 1  | 2  | 3  | 4  | 5  |
| 6    | 7  | 8  | 9  | 10 | 11 | 12 |
| 13   | 14 | 15 | 16 | 17 | 18 | 19 |
| 20   | 21 | 22 | 23 | 24 | 25 | 26 |
| 27   | 28 | 29 | 30 | 31 |    |    |
|      |    |    |    |    |    |    |

## できごと

### 1月
- 1月9日 - 内村鑑三不敬事件
- 1月19日 - 明治火災保険（後の東京海上保険）設立
- 1月20日 - 帝国議会議事堂が漏電により全焼
- 1月29日 - ハワイ王国でリリウオカラニ女王が即位

### 3月
- 3月8日 - ニコライ堂開堂式
- 3月18日 - ロンドン・パリ間で電話開通
- 3月24日 - 度量衡法公布（施行1893年1月1日）
- 3月28日 - 第1回ウエイトリフティング世界選手権（ロンドン）

### 4月
- 4月22日 - 大槻文彦著の国語辞典『言海』全4巻が完結。
- 4月23日 - ユダヤ人がモスクワから追放される

### 5月
- 5月5日 - カーネギー・ホール開場演奏会
- 5月6日 - 第1次山縣内閣総辞職・第1次松方内閣成立
- 5月11日 - 大津事件
- 5月15日 - 英国がニヤサランド（後のマラウイ）を保護国化
- 5月20日 - トーマス・エジソンがキネトスコープを公開
- 5月31日 - シベリア鉄道起工

### 6月
- 6月17日 - 小学校祝日大祭日儀式規程の言及制定（御真影拝礼・教育勅語奉読などを規定）
- 6月23日 - 「言海」（大槻文彦）完成祝賀会（紅葉館）

### 7月
- 7月11日 - 卒業式で君が代が歌われる（東京音楽学校）

### 8月
- 8月5日 - 世界初のトラベラーズ・チェック発行（アメリカン・エキスプレス）
- 8月11日- 體(体)育會・翌年日本體(体)育會と改称（日本體育會体操練習所のちの学校法人日本体育大学）創立

### 9月
- 9月1日 - 日本鉄道上野・青森間開通
- 9月10日 - 硫黄島・北硫黄島・南硫黄島が東京府に所属

### 10月
- 10月1日 - スタンフォード大学創立
- 10月15日 - 御茶ノ水橋落成
- 10月20日 - 帝国議会第二回仮議事堂竣工
- 10月28日 - 濃尾地震発生（死者7,273名）
- 早稲田文学創刊（坪内逍遥）

### 11月
- 11月21日 - 第2議会召集

### 12月
- 12月15日 - ジェームズ・ネイスミスがバスケットボールを考案
- 12月18日 - 田中正造が衆議院にて足尾銅山鉱毒事件に関する質問を行う
- 12月21日 - ジェームズ・ネイスミスが考案したバスケットボールの試合が初めて行われる。
- 12月22日 - 帝国議会で樺山資紀海相がいわゆる「蛮勇演説」を行う
- 12月25日 - 日本初の衆議院解散
- 12月29日 - エジソンが電気的な信号伝送（ラジオ）に関する米国特許を取得

### 日付未詳
- 露仏協商締結
- インドネシアのジャワ島のトリニール付近でジャワ原人の頭蓋骨と大腿骨が発見

## 誕生
- 1月5日 - 浅沼誉夫、プロ野球監督（+ 1944年）
- 1月8日 - ブロニスラヴァ・ニジンスカ、舞踏家・振付師（+ 1972年）
- 1月9日 - 朝比奈宗源、僧侶、臨済宗円覚寺派管長（+ 1979年）
- 1月10日 - 小野清一郎、法学者（+ 1986年）
- 1月15日 - レイ・チャップマン、プロ野球選手（+ 1920年）
- 1月20日 - ミッシャ・エルマン、ヴァイオリニスト（+ 1967年）
- 1月21日 - 片野重脩、政治家・実業家（+ 1978年）
- 1月22日 - モイズ・キスリング、画家（+ 1953年）
- 1月23日 - アントニオ・グラムシ、マルクス主義思想家（+ 1937年）
- 1月26日 - フランク・コステロ、アメリカ・マフィアの有力者（+ 1973年）
- 1月26日 - 甘粕正彦、陸軍軍人（+ 1945年）
- 1月27日 - イリヤ・エレンブルグ、ソ連の作家（+ 1967年）
- 1月30日 - ウオルター・ビーチ、ビーチクラフト設立者（+ 1950年）
- 2月2日 - アントニオ・セーニ、第4代イタリア大統領（+ 1972年）
- 2月4日 - 三上於菟吉、小説家（+ 1944年）
- 2月5日 - ロジャー・ペキンポー、メジャーリーガー（+ 1977年）
- 2月12日 - 直木三十五、小説家（+ 1934年）
- 2月13日 - グラント・ウッド、画家（+ 1942年）
- 2月13日 - 河合栄治郎、社会思想家・経済学者（+ 1944年）
- 2月14日 - 徳川實枝子、皇族・華族、徳川慶久の妻（+ 1933年）
- 2月23日 - 倉田百三、劇作家・評論家（+ 1943年）
- 2月24日 - 滝川幸辰、法学者（+ 1962年）
- 3月3日 - フェデリコ・モレーノ・トローバ、作曲家・指揮者（+ 1982年）
- 3月4日 - ホセ・アコスタ、メジャーリーガー（+ 1977年）
- 3月4日 - ダジー・ヴァンス、メジャーリーガー（+ 1961年）
- 3月18日 - 瀬藤象二、電気工学者（+ 1977年）
- 3月19日 - アール・ウォーレン、カリフォルニア州知事・アメリカ最高裁長官（+ 1974年）
- 3月25日 - 清水善造、テニス選手（+ 1977年）
- 3月28日 - 西尾末広、政治家（+ 1981年）
- 4月2日 - マックス・エルンスト、画家（+ 1976年）
- 4月8日 - オーレ・キアク・クリスチャンセン、レゴ創立者（+ 1958年）
- 4月20日 - デイブ・バンクロフト、メジャーリーガー（+ 1972年）
- 4月23日 - セルゲイ・プロコフィエフ、作曲家（+ 1953年）
- 5月3日 - エッパ・リクシー、メジャーリーガー（+ 1963年）
- 5月13日 - 保田龍門、画家・彫刻家（+ 1965年）
- 5月15日 - 村野藤吾、建築家（+ 1984年）
- 5月15日 - ミハイル・ブルガーコフ、小説家（+ 1940年）
- 5月23日 - ペール・ラーゲルクヴィスト、作家・詩人（+ 1974年）
- 5月24日 - ウィリアム・オルブライト、言語学者・考古学者（+ 1971年）
- 6月2日 - 大西瀧治郎、海軍軍人（+ 1945年）
- 6月4日 - レオポルド・ヴィートリス、数学者（+ 2002年）
- 6月9日 - コール・ポーター、アメリカの作曲家・作詞家（+ 1964年）
- 6月15日 - 山本卯太郎、橋梁技術者（+ 1934年）
- 6月15日 - 古畑種基、法医学者（+ 1975年）
- 6月21日 - ヘルマン・シェルヘン、指揮者・作曲家（+ 1966年）
- 6月23日 - 岸田劉生、画家（+ 1929年）
- 7月2日 - 恩地孝四郎、木版の画家（+ 1955年）
- 7月7日 - 栗林忠道、陸軍軍人（+ 1945年）
- 7月14日 - ヴェルナー・リットベルガー、フィギュアスケート選手（+ 1975年）
- 7月26日 - 宇野浩二、小説家（+ 1961年）
- 8月6日 - レオナード・ホークス、地質学者（+ 1981年）
- 8月8日 - アドルフ・ブッシュ、ヴァイオリニスト（+ 1951年）
- 8月15日 - トール・ベルシェロン、気象学者（+ 1977年）
- 8月20日 - 金栗四三、マラソン選手（+ 1983年）
- 8月21日 - デイビッド・カーティス・スティーブンソン、クー・クラックス・クラン幹部（+ 1966年）
- 8月21日 - エミリアーノ・メルカド・デル・トロ、亡くなる直前の一時期世界最高齢だった男性（+ 2007年）
- 9月1日 - 呂運弘、政治家（+ 1973年）
- 9月26日 - シャルル・ミュンシュ、指揮者（+ 1968年）
- 10月5日 - 大濱信泉、法学者・教育者（+ 1976年）
- 10月12日 - エーディト・シュタイン、修道女・聖人・ホロコースト犠牲者 (+ 1942年)
- 10月12日 - 近衛文麿、第34・38・39代内閣総理大臣（+ 1945年）
- 10月24日 - ラファエル・トルヒーヨ、ドミニカ共和国の政治家・軍人（+ 1961年）
- 11月1日 - ヤン・ムカジョフスキー、美学者・文学者・言語学者（+ 1975年）
- 11月2日 - 許百錬、南画家（+ 1977年）
- 11月11日 - ラビット・モランビル、メジャーリーガー（+ 1954年）
- 11月12日 - カール・メイズ、メジャーリーガー（+ 1971年）
- 11月15日 - エルヴィン・ロンメル、軍人（+ 1944年）
- 11月15日 - 市岡忠男、野球選手（+ 1964年）
- 11月23日 - 久米正雄、小説家・劇作家（+ 1952年）
- 11月25日 - 米川正夫、ロシア文学者（+ 1965年）
- 12月2日 - オットー・ディクス、画家（+ 1965年）
- 12月5日 - アレクサンドル・ロトチェンコ、芸術家（+ 1956年）
- 12月5日 - 広津和郎、小説家・文芸評論家（+ 1968年）
- 12月6日 - 木村昌福、海軍軍人（+ 1960年）
- 12月9日 - 長谷川潔、版画家（+ 1980年）
- 12月10日 - ネリー・ザックス、詩人・作家（+ 1970年）
- 12月13日 - サミュエル・ドゥシュキン、ヴァイオリニスト（+ 1976年）
- 12月25日 - 堂本印象、日本画家（+ 1975年）
- 12月26日 - ヘンリー・ミラー、小説家（+ 1980年）
- 日付不詳 - 謝花凡太郎、漫画家（+ 1963年）

## 死去
- 1月1日 - 愛新覚羅奕譞、清朝の皇族（* 1840年）
- 1月6日 - レオ・ドリーブ、作曲家（* 1836年）
- 1月11日 - ジョルジュ・オスマン、パリの都市改造を主導した事で有名なフランスの政治家（* 1809年）
- 1月12日 - 伊達邦直、北海道開拓に身を投じた元仙台藩岩出山領主（* 1835年）
- 1月20日 - カラカウア、ハワイ王国国王（* 1836年）
- 1月22日 - 元田永孚、儒学者（* 1818年）
- 1月24日 - 九鬼隆義、元三田藩主（* 1837年）
- 1月25日 - 小笠原長行、元江戸幕府老中（* 1822年）
- 1月26日 - ニコラウス・オットー、ドイツの発明家（* 1832年）
- 1月29日 - ウィリアム・ウィンダム、第33代および第39代アメリカ合衆国財務長官（* 1827年）
- 2月3日 - 織田信学、元天童藩主（* 1819年）
- 2月3日 - 松平親良、元杵築藩主（* 1810年）
- 2月8日 - チャールズ・ワーグマン、画家・漫画家（* 1832年）
- 2月9日 - ヨハン・ヨンキント、画家（* 1819年）
- 2月10日 - ソフィア・コワレフスカヤ、数学者（* 1850年）
- 2月13日 - アレクサンダー・ヒュー・ホームズ・スチュアート、第3代アメリカ合衆国内務長官（* 1807年）
- 2月14日 - ウィリアム・シャーマン、南北戦争期の米陸軍少将（* 1820年）
- 2月15日 - 新井忠雄、元新選組隊士（* 1835年）
- 2月18日 - 三条実美、公卿（* 1837年）
- 3月1日 - エドゥアルト・シェーンフェルト、天文学者（* 1828年）
- 3月13日 - テオドール・ド・バンヴィル、詩人・劇作家・批評家（* 1823年）
- 3月23日 - 松平斉民、元津山藩主（* 1814年）
- 3月25日 - 斉藤きち、「唐人お吉」の名で知られる芸者（* 1841年）
- 3月29日 - ジョルジュ・スーラ、画家（* 1859年）
- 4月1日 - 上田馬之助、剣術家（* 1834年）
- 4月7日 - P・T・バーナム、興行師（* 1810年）
- 4月22日 - 吉井友実、枢密顧問官などを務めた政治家（* 1828年）
- 4月24日 - ヘルムート・カール・ベルンハルト・フォン・モルトケ、『大モルトケ』として有名なプロイセン王国の軍人（* 1800年）
- 5月4日 - チャールズ・プラット、実業家（* 1830年）
- 5月8日 - ブラヴァツキー夫人、オカルティスト（* 1831年）
- 5月10日 - 吉田一士、自由民権運動家、関西法律学校初代校主（* 1858年）
- 5月11日 - カール・ネーゲリ、植物学者（* 1817年）
- 5月20日 - 畠山勇子、大津事件の際ロシア皇太子宛の遺書を残し自害した女性（* 1865年）
- 5月21日 - アルフォンソ・タフト、第31代アメリカ合衆国陸軍長官、第33代アメリカ合衆国司法長官（* 1810年）
- 5月21日 - ジム・ホイットニー、メジャーリーガー（* 1857年）
- 6月7日 - 中村正直、思想家（* 1832年）
- 6月23日 - ヴィルヘルム・ヴェーバー、物理学者（* 1804年）
- 6月23日 - ノーマン・ポグソン、天文学者（* 1829年）
- 7月1日 - 永井尚志、元江戸幕府の若年寄・蝦夷共和国箱館奉行（* 1816年）
- 7月4日 - ハンニバル・ハムリン、第15代アメリカ合衆国副大統領（* 1809年）
- 8月5日 - アンリ・リトルフ、ピアニスト・作曲家（* 1818年）
- 8月16日 - ソラキチ・マツダ、日本人初のプロレスラー（* 1859年）
- 8月21日 - ハリー・ポウレット、英国ホイッグ党所属の政治家・第4代クリーヴランド公爵（* 1803年）
- 8月27日 - 中御門経之、公卿（* 1821年）
- 9月7日 - ハインリヒ・グレーツ、歴史家（* 1817年）
- 9月27日 - イワン・ゴンチャロフ、小説家（* 1812年）
- 9月28日 - ハーマン・メルヴィル、小説家（* 1819年）
- 9月29日 - 津田三蔵、元滋賀県警巡査・大津事件実行犯（* 1855年）
- 9月30日 - ジョルジュ・ブーランジェ、ブーランジェ事件の主役として知られるフランスの政治家（* 1837年）
- 10月6日 - カール1世、ヴュルテンベルク王国第3代国王（* 1823年）
- 10月6日 - チャールズ・スチュワート・パーネル、アイルランドの政治指導者（* 1846年）
- 10月14日 - ラリー・コーコラン、メジャーリーガー（* 1859年）
- 10月15日 - トーマス・ブラキストン、軍人・貿易商・探検家・博物学者（* 1832年）
- 10月24日 - 織田信愛、元江戸幕府の高家旗本（* 1814年）
- 10月25日 - 久邇宮朝彦親王、日本の皇族（* 1824年）
- 11月10日 - アルチュール・ランボー、詩人（* 1854年）
- 12月5日 - ペドロ2世、ブラジル皇帝（*1825年）
- 12月11日 - 青山景通、復古神道家（* 1819年）
- 12月23日 - ジョン・クレスウェル、第26代アメリカ合衆国郵政長官（* 1828年）
- 12月29日 - レオポルト・クロネッカー[1]、数学者（* 1823年）